# Vol Scandinavian Airlines System 933
Le 13 janvier 1969, à 19h21, un Douglas DC-8 effectuant le vol Scandinavian Airlines System 933, un vol international régulier reliant l'aéroport de Copenhague, aux Danemark, à l'aéroport international de Los Angeles (LAX), aux États-Unis, avec une escale prévue à l'aéroport international de Seattle-Tacoma, s'est écrasé dans les eaux de la baie de Santa Monica, à 11 km à l'ouest de l'aéroport international de Los Angeles, en Californie, lors d'une approche aux instruments sur la piste 07R. Sur les 45 passagers et membres d'équipage à bord, on dénombre 15 morts et 30 survivant, dont 17 blessés graves.

## Avion et équipage
L'appareil impliqué est un Douglas DC-8-62, immatriculé LN-MOO (numéro de série 45822/270). Il a été initialement immatriculé aux États-Unis par McDonnell Douglas, sous le numéros N1501U, pour être testé avant d'être livré à Scandinavian Airlines System (SAS). Il a ensuite été ré-immatriculé LN-MOD, mais comme SAS possédait déjà un Douglas DC-7 avec ce numéro, il a été réenregistré, avec comme numéro de remplacement LN-MOO, et finalement immatriculé le 23 juin 1967.
Il totalisait 6 948 heures de vol au moment de l'accident, et avait satisfait à toutes les exigences de sécurité et de maintenance, la dernière révision ayant été réalisée le 3 avril 1968. Il était surnommé « Sverre Viking » par SAS.
Lors de l'escale à l'aéroport international de Seattle-Tacoma, il y a eu un changement d'équipage. L'équipage en partance de Seattle avait pris un vol depuis Copenhague le 11 janvier, et disposait d'environ 48 heures de repos avant le vol. L'équipage de relève est composé d'un commandant de bord, d'un copilote, d'un mécanicien navigant et de six membres du personnel navigant commercial à bord.  
Le commandant de bord est Kenneth Davies, 50 ans, de nationalité britannique, il est employé chez SAS depuis 1948 et a un passé au sein du Coastal Command de la Royal Air Force. Il avait cumulé 11 135 heures de vol au sein de SAS, dont 900 heures sur DC-8. Le copilote est Hans Ingvar Hansson, 40 ans, travaillant pour SAS depuis 1957. Il totalise 5 814 heures de vol, dont 973 heures sur DC-8. Le mécanicien navigant est Ake Ingvar Andersson, 32 ans, travaillant pour SAS depuis 1966. Il cumule 985 heures de vol, toutes effectuées à bord d'un DC-8.

## Enquête
Bien que le lieu du crash se trouve dans les eaux internationales, le Conseil national de la sécurité des transports (NTSB) a mené une enquête qui a été publiée le 1er juillet 1970. 
Le rapport final indique que la cause principale de l'accident est une mauvaise gestion des ressources de l'équipage; les pilotes étant tellement occupés par le fait que le témoin lumineux du train avant ne s'est pas allumé, après que le train d'atterrissage a été abaissé, qu'ils ont perdu conscience de la situation et n'ont pas surveiller ni leur altitude, ni leur taux de descente,  jusqu'à ce que l'appareil s'écrase finalement dans l'océan.